# برنقوس صحراوي
البرنقوس الصحراوي (باللاتينية: Prangos deserti) نوع نباتي ينتمي إلى جنس البرنقوس من الفصيلة الخيمية.

## الموئل والانتشار
موطن هذا النوع بلاد الشام.

## مرادفات للاسم العلمي
- (باللاتينية: Cachrys deserti (Boiss.) Herrnst. & Heyn)